# Stand by Me (pjesma)
Stand by Me je ime pjesme koju je prvi izveo američki pjevač i skladatelj Ben E. King. Pjesmu je i skladao Ben E. King, uz kasniju pomoć Jerry Leibera i Mike Stollera. 

## Nastanak
Prema enciklopediji History of Rock 'n' Roll, King nije namjeravao osobno izvoditi tu pjesmu kad ju je skladao. On ju je bio namijenio sastavu The Drifters, koju su je propustili snimiti. 
Kako je snimanje pjesme Spanish Harlem išlo jako brzo i glatko te je ostalo još puno unajmljenog i plaćenog vremena. Snimatelji i glazbeni producenti Jerry Leiber i Mike Stoller, na to su upitali Kinga, ima li još što za snimiti. Ben im je na to odsvirao na pianu Stand by Me, njima se pjesma toliko dopala, da su pozvali studijske muzičare natrag u studio na snimanje još jedne pjesme.
Kingova izvedba postala je #1 na R&B ljestvicama Stand by Me se popela u dva različita razdoblja na američke top liste. Prvi put u izvornoj izvedbi 1961. tada se popela na #4, te drugi put 1986. kad je reizdana i bila naslovna tema istoimenog filma Stand by Me, tad se popela na #9. Bila je  #1 u Velikoj Britaniji 1987., a 1961. bila je #27.
Pjesma Stand by Me stavljena je na 121 mjesto od strane časopisa Rolling Stone na njihovoj ljestvici 500 najvećih hitova svih vremena. 

## Druge poznate izvedbe i reizdanja
- Hip hop sastav Fugees snimili su svoju verziju pjesme koja je remiksana više puta do sada.

- Slavni Beatles John Lennon snimio je svoju verziju Stand by Me 1975. za svoj album Rock 'n' Roll, to mu je bio i posljednji hit, nakon toga nije snimao ništa 5 godina. Lennonova verzija je bila u rock stilu, s impresivnim i dugim gitarističkim uvodom.

- Jerry Leiber i Mike Stoller snimili su svoju inačicu pjesme za hit Mjuzikl Smokey Joe's Cafe.

- Maurice White iz sastava Earth, Wind & Fire snimio je svoju verziju za svoj album Maurice White. Njegova Stand by Me popela se je na # 6, #11 odnosno # 50 mjesto Billboardove ljestvice[3]

- Mickey Gilley izveo je svoju inačicu Stand by Me 1980. godine za film Urban Cowboy. Njegova izvedba postala je#1 u kolovozu na country ljestvici u Americi, a #22 na pop ljestvici ( #3 na ljestvi za odrasle).

- Bruce Springsteen i sastav U2 izveli su Stand by Me jednom zajedno.

- Američki Punk sastav Pennywise snimio je svoju punk inačicu za EP ploču  'Wildcard' iz 1989. godine

## Vanjske poveznice
- 100 najvećih pjesama XX st po BMI  Arhivirana inačica izvorne stranice od 10. studenoga 2006. (Wayback Machine)
- BBC-biblioteka pjesama